# Брэдфорд, Барбара
Барбара Тейлор Брэдфорд (англ. Barbara Taylor Bradford; 10 мая 1933, Лидс — 24 ноября 2024, Нью-Йорк) — британо-американская писательница. Её дебютный роман «Состоятельная женщина» был опубликован в 1979 году и разошёлся тиражом более 30 миллионов экземпляров по всему миру. Барбара написала 39 романов — все из них являются бестселлерами по обе стороны Атлантики.

## Биография
Барбара Тейлор родилась в Лидсе, Йоркшир, Англия, в семье Фреды и Уинстона Тейлор. До её рождения у её родителей был сын Вивиан, который умер от менингита. Позже она описала свою мать как «вложившую в меня всю свою разочарованную любовь». Уинстон Тейлор был инженером, потерявшим ногу во время Первой мировой войны.
Позже она описала брак своих родителей в романе 1986 года «Акт воли». Она и другой писатель из Йоркшира Алан Беннетт посещали один и тот же детский сад в пригороде Лидса Аппер-Армли. Будучи ребёнком во время Второй мировой войны, Тейлор Брэдфорд устроила распродажу в своей школе и пожертвовала вырученные 2 фунта стерлингов в фонд «Помощь России». Позже она получила рукописное благодарственное письмо от Клементины Черчилль, жены премьер-министра Уинстона Черчилля.
Биограф Барбары Тейлор Брэдфорд, Пирс Даджен, обнаружил доказательства того, что её мать, Фреда, была внебрачной дочерью Фредерика Робинсона, 2-го маркиза Рипона, местного аристократа из Йоркшира. Мать Фреды была служанкой маркиза. Даджен сообщил Барбаре, что у её бабушки было трое детей от маркиза, и после некоторого колебания та разрешила Даджену опубликовать книгу.
Хотя сначала она была рассержена открытием Даджена, позже она сказала: «Я пришла в себя. Теперь нет стигмы». Позже бабушка Тейлор Брэдфорд жила в работном доме. Позже Барбара сама исследовала работные дома своих предков в телесериале ITV «Секреты работного дома», который транслировался в 2013 году.
Барбара Тейлор познакомилась со своим мужем, американским кинопродюсером Робертом Брэдфордом, на свидании вслепую в 1961 году после того, как её представил английский сценарист Джек Дэвис. Они поженились в канун Рождества 1963 года, и пара навсегда переехала в Соединённые Штаты. Она гражданка США с 1992 года. Барбара живёт в Нью-Йорке, на Манхэттене. Её муж умер в 2019 году, а детей у пары не было.
Юная Барбара Тейлор решила стать писательницей в возрасте десяти лет после того, как отправила рассказ в журнал. За рассказ ей заплатили семь шиллингов и шесть пенсов, на которые она купила носовые платки и зелёную вазу для родителей. Тейлор Брэдфорд бросила школу в 15 лет и, проработав некоторое время в группе секретарей Yorkshire Evening Post, стала репортёром газеты. Будучи репортёром Post, Тейлор Брэдфорд сидела рядом с Китом Уотерхаусом. Она переехала в Лондон в возрасте 20 лет и стала модным редактором журнала Woman’s Own, а позже работала обозревателем в London Evening News. Позже у неё была колонка о дизайне интерьера, которая была распространена в 183 выпусках газеты. Её первые попытки писать художественную литературу были связаны с четырьмя детективными романами, от которых она позже отказалась. Впоследствии она описывала, как «брала интервью у самой себя», говоря, что «мне было за тридцать. Я подумала: а что, если мне исполнится 55, а я ни разу не написала роман? Я буду ненавидеть себя. Я собираюсь стать одним из тех горьких, нереализованных писателей».
В декабре 2013 года Брэдфорд выставила на аукционе Bonhams в Лондоне сорок украшений, подаренных ей мужем.
Брэдфорд была удостоена звания почётного доктора Университета Лидса, Университета Брадфорда, Колледжа Маунт-Сент-Мэри, Колледжа Сиены и Постонского университета в Коннектикуте. Тейлор Брэдфорд была назначена королевой Елизаветой II кавалером Ордена Британской империи в списке наград королевы в честь дня рождения 2007 года за её вклад в литературу. Её оригинальные рукописи хранятся в специальных коллекциях библиотеки Бразертон в Лидсском университете вместе с рукописями сестёр Бронте. В 2017 году Брэдфорд была признана одной из 90 «великих британцев», отметивших 90-летие королевы.
В юности она читала Чарльза Диккенса, сестёр Бронте, Томаса Харди и Колетт. Литературным наставником она считает ирландского историка и писателя Корнелиуса Райана. Райан поощрял её писательство и был первым человеком (кроме матери), с которым она поделилась своими литературными амбициями. Её любимыми современными авторами являются Ф. Д. Джеймс, Бернард Корнуэлл и Рут Ренделл.
Её состояние оценивается в 166–174 миллиона фунтов стерлингов. Её богатство породило два упорных слуха о том, что у неё 2000 пар обуви; и что озеро в её бывшем доме в Коннектикуте подогревалось для её лебедей. Тейлор Брэдфорд ответила на слухи в интервью 2011 года, связав слухи об обуви с шуткой, а про подогрев озера с тем фактом, что предыдущие владельцы дома установили его на части озера, чтобы обеспечить свободное ото льда место для пары лебедей зимой.

### Писательская карьера
Её первый роман «Вещественная женщина» стал устойчивым бестселлером и, по данным Reuters, входит в десятку самых продаваемых романов всех времён. За «Вещественной женщиной» последовали ещё 38 книг — все являются бестселлерами по обе стороны Атлантики.

### Повторяющиеся сюжетные линии и общие темы
Некоторые романы Брэдфорд следуют общей схеме. Молодая женщина скромного происхождения поднимается в бизнесе благодаря годам тяжёлой работы, часто сопряжённой с огромным самопожертвованием. На этот счёт есть высказывание Брэдфорд: «Я пишу в основном об обычных женщинах, которые добиваются выдающихся результатов».

### Смерть
Умерла 24 ноября 2024 года у себя дома в Нью-Йорке в возрасте 91 года после непродолжительной болезни.

## Избранные труды

### Художественные
The Emma Harte Saga
- Состоятельная женщина[англ.] (1979)
- Удержать мечту[англ.] (1985)
- To Be the Best (1988)
- Emma's Secret (2003)
- Unexpected Blessings (2005)
- Just Rewards (2005)
- Breaking the Rules (2009)
- A Man of Honour (2021)

The Ravenscar Trilogy
- The Ravenscar Dynasty (2006)
- Heirs of Ravenscar (2007) (в США опубликовано как The Heir)
- Being Elizabeth (2008)

The Cavendon Chronicles
- Cavendon Hall (2014)
- The Cavendon Women (2015)
- The Cavendon Luck (2016)
- Secrets of Cavendon (2017)

The House of Falconer Series
- Master of His Fate (2018)
- In the Lion's Den (2020)

Другие
- Act of Will (1986)
- The Woman in His Life (1990)
- Remember (1991)
- Angel (1993)
- Voice of the Heart (1983)
- Everything to Gain (1994)
- Dangerous to Know (1995)
- Love in Another Town (1995)
- Her Own Rules (1996)
- A Secret Affair (1996)
- Power of a Woman (1997)
- A Sudden Change of Heart (1999)
- Where You Belong (2000)
- The Triumph of Katie Byrne (2001) (NL, De wereld aan haar voeten)
- Three Weeks in Paris (2002)
- Playing the Game (2010) (NL, Liefdesspel)
- Letter From a Stranger (2011) (NL, De geheime brief)
- Secrets From the Past (2013)
- Hidden (eBook Only) (2013)
- Treacherous (eBook Only) (2014)
- Who Are You? (eBook Only) (2016)
- Damaged (eBook Only) (2018)

### Нехудожественные произведения
- A Garland of Children's Verse (1960)
- The Dictionary of 1001 Famous People: Outstanding Personages in the World of Science, the Arts, Music and Literature (with Samuel Nisenson, 1966)
- Etiquette to Please Him (How to be the Perfect Wife Series) (1969)
- Bradford's Living Romantically Every Day (2002)

Дизайн интерьера
- The Complete Encyclopedia of Homemaking Ideas (1968)
- Easy Steps to Successful Decorating (Illustrated) (1971)
- How to Solve Your Decorating Problems (1976)
- Making Space Grow (1979)
- Luxury Designs for Apartment Living (1983)

Религиозные произведения для детей
- Children's Stories of Jesus from the New Testament (1966)
- Children's Stories of the Bible from the Old Testament (1966)
- Children's Stories of the Bible from the Old and New Testaments (1968)